# كارليس كاستييخو
كارليس كاستييخو سالفادور (بالإسبانية: Carles Castillejo Salvador)‏ هو عداء مسافات طويلة إسباني ولد في يوم 18 أغسطس 1978 في مدينة برشلونة في إسبانيا إختص بسباقات الماراثون وأيضاً في سباقات 5000 و10000 متر، شارك في الدورات الأولمبية في سنوات 2004 و 2008 و 2012 و 2016 ومثل إسبانيا.

## روابط خارجية
- كارليس كاستييخو على موقع الاتحاد الدولي لألعاب القوى (الإنجليزية)
- كارليس كاستييخو على موقع الاتحاد الأوروبي لألعاب القوى (الإنجليزية)
- كارليس كاستييخو على موقع أوليمبيديا (الإنجليزية)